# Tylophora kerrii
Tylophora kerrii är en oleanderväxtart som beskrevs av William Grant Craib. Tylophora kerrii ingår i släktet Tylophora och familjen oleanderväxter. Inga underarter finns listade i Catalogue of Life.